# Zubr evropský
Zubr (Bison bonasus), někdy též zubr evropský či bizon evropský, je zvíře z čeledi turovitých (Bovidae). Společně s bizonem americkým (B. bison) jsou jedinými dvěma žijícími zástupci rodu bizon (Bison). Zubr je menší než bizon. Samec je 290 cm dlouhý, váží 530–920 kg, kohoutková výška je 180–195 cm. Samice je téměř o polovinu menší, váží 320–540 kg.  Zubr se vzhledově velmi podobá bizonovi. Má světle až tmavě hnědou srst. Líná na jaře. Zubr je největší volně žijící přežvýkavec v Evropě.

## Taxonomie
Zubr (Bison bonasus Linneaus, 1758) a bizon americký (B. americanus) jsou poslední dva žijící zástupci rodu bizon (Bison H. Smith, 1827) z čeledi turovití (Bovidae Gray, 1872). Rod bizon je součástí podčeledi tuři (Bovinae Gray, 1821). Pro druh Bison bonasus se někdy rozlišují tři poddruhy. Jsou to B. b. bonasus Linneaus, 1758 původně žijící v Bělověžském pralese na území dnešního Běloruska a Polska. Dále se jedná o vyhynulý poddruh B. b. hungarorum Kretzoi, 1946 – rozšířený původně v Karpatech a v Transylvánii. Třetím poddruhem je vyhynulý B. b. caucasicus Turkin et Saturnin, 1904 z Kavkazu. V průběhu záchrany kriticky ohroženého zubra vznikly následující linie:
- Nížinná linie (označovaná též písmenem L nebo jako Bělověžská linie) – tvořena výhradně zvířaty pocházejícími z bělověžské populace.
- Nížinně-kavkazská linie (označovaná písmeny LC) – vzniká z 11 příslušníků poddruhu B. b. bonasus a 1 býka poddruhu B. b. caucasicus.

## Fylogenetický původ
Současné studie interpretují nálezy kostí těchto zvířat tak, že rod Bison pochází z jihovýchodní Asie. V průběhu pliocénu a pleistocénu byli zástupci tohoto rodu rozšířeni v mírném pásu Evropy a Asie a přecházeli přes Beringovu úžinu do Severní Ameriky.
První paleontologické nálezy pak pocházejí právě z pliocénu. Jedná se o druhy Probison dehmi pocházející z Indie a druh Protobison kushkunensis z Kavkazu. Postupně se vyvíjí dvě formy zubra: krátkorohý a později i dlouhorohý.
V průběhu poslední doby ledové dochází v Evropě ke zmenšení tělesného rámce. Obecně se předpokládá, že B. bonasus vzniká právě v průběhu posledního glaciálu z původního druhu označovaného jako B. priscus.
Podle nových prací se však zdá, že zubr je mezidruhovým křížencem, jehož předci jsou oba dnes již vyhynulí. Z matčiny strany je to pratur (Bos primigenius), otcem byl Bison priscus nebo Bison schoetensacki.

## Historické rozšíření
Podle tradičního modelu zahrnoval areál rozšíření zubra velkou část Evropy včetně jižní Skandinávie jižně od 60° s. š. a severu Iberského poloostrova. Na východě zasahovalo rozšíření k řece Volze, odtud dál po Kavkaz a pravděpodobně až k jižnímu pobřeží Kaspického moře. Někteří autoři zahrnují do areálu rozšíření zubra také asijskou část dnešní Ruské federace mezi 50° a 60° s. š. možná až po jezero Bajkal.
Nejnovější vědecké studie posunují areál rozšíření zubra v období posledních osmi tisíc let, tedy nástupu zemědělství a rozmachu civilizace, více na východ kontinentu, především do střední a východní Evropy. V tomto období chyběl jak ve větší části jižní i západní Evropy, tak v jižním Švédsku.

## Vyhubení ve volné přírodě
Proces vymírání zubrů postupoval spolu s rozšiřováním civilizace na evropském kontinentu. V severovýchodní Francii v Ardenách a ve Vogézách přežili až do 14. století. V Braniborsku byli zubři v 16. st. odchytáváni a chováni v oborách. Relativně dlouho přežili ve Východním Prusku, především díky ochranářským snahám císaře Viléma I. V těchto dobách spočívala ochrana v zákazu lovu a v zimním přikrmování.
V 16. století zubři začali vymírat v Maďarsku, zvířata poměrně dlouho přežila v Transylvánii v dnešním Rumunsku. V tamních Rodenských horách byl poslední zubr uloven r. 1762, čímž byl vyhuben zubr karpatský. Od začátku 19. století se volně žijící zubři prokazatelně vyskytovali pouze v Bělověžském pralese v dnešním Polsku a Bělorusku a na Kavkaze. V r. 1918 zbývalo v Bělověži posledních 68 zubrů, pravděpodobně posledního zastřelil 9. února 1919 Bartłomiej Szpakowicz z vesnice Stare Masiewo. Na Kavkaze byl poslední kus zastřelen r. 1927.

## Záchrana zubra
V době, kdy byli zubři vyhubeni ve volné přírodě, zůstalo naštěstí několik zvířat v zajetí, především v soukromých chovech v Anglii, Německu, Polsku a Švédsku. Ve dnech 25.–26. srpna 1923 byla v Berlíně založena Mezinárodní společnost pro záchranu zubra. Ta shromáždila informace o posledních 54 jedincích (některé zdroje uvádějí 56 jedinců), kteří tehdy žili v zajetí. Řada zvířat však nebyla schopná chovu. Základem nížinné linie se tak stalo pouhých sedm zvířat, základem nížinně-kavkazské linie pak dvanáct zvířat.
V r. 1932 byl vydán první registr chovných zvířat, který se později změnil v plemennou knihu, která je
nyní vedena odborníky v polské Bělověži. Po zvýšení početního stavu zvířat v zajetí (v roce 1953 žilo na světě již 184 zubrů) se započaly snahy o reintrodukci. První reintrodukční projekt začal v polské Bělověži v letech 1952–1966. Počty zvířat postupně rostly, i když po rozpadu Sovětského svazu došlo k dočasnému propadu, a v roce 2022 stav zubrů poprvé překročil hranici deset tisíc kusů,  konkrétně 10 536 zvířat 

### Počty jedinců podle zemí
Celková světová populace zubrů v roce 2022 čítala 10 536 jedinců (polovina z tohoto počtu v Polsku a Bělorusku). V následujícím výčtu jsou jednotlivé evropské země, ve kterých ze zubr vyskytuje včetně odhadu velikosti zdejší populace (včetně populace v zajetí):
- Bělorusko: 2688 jedinců (2022)[16]

- Belgie: 22 jedinců (2022)[16]

- Bulharsko: 77 jedinců (2022)[16]

- Česko: 159 jedinců[17] (2023)
- Dánsko: 31 jedinců (2022)[16]

- Francie: 142 jedinců ((2022)[16]

- Gruzie: 5 jedinců ((2022)[16]

- Chorvatsko: 2 jedinci ((2022)[16]

- Irsko: 9 jedinců ((2022)[16]

- Itálie: 5 jedinců ((2022)[16]

- Německo: 612 jedinců ((2022),[16] 17. 9. 2017 zde byl zastřelen jeden jedinec, který přišel přes řeku Odru z Polska[18][19]
- Maďarsko: 78 jedinců ((2022)[16] např. v Národním parku Őrség[20] nebo v Národním parku Körös-Maros (2014)[21]

- Moldavsko: 9 jedinců ((2022)[16]

- Litva: 331 z toho 280 volně žijících ((2022)[16]

- Lotyšsko: 11 jedinců ((2022)[16]

- Nizozemsko: 60 jedinců ((2022)[16] například v lokalitě (Kraansvlak[22], Maashorst[23], Veluwe[24], 2017)
- Polsko: 2630 jedinců ((2022)[16] počet se každoročně zvyšuje, přibližně o 15% až 18%. Jsou odsud také exportování do různých zemí (např. Bulharska, Španělska, Rumunska a Česka)

- Rakousko: 15 jedinců ((2022)[16]

- Rumunsko: kolem 330 jedinců ((2022)[16]

- Rusko: 2355 jedinců ((2022)[16]

- Severní Makedonie: 1 jedinec ((2022)[16]

- Srbsko: 5 jedinců ((2022)[16]

- Slovensko: 93 jedinců ((2022)[16] např. Zubří obora v Topoľčiankách – od roku 1958 odchovala již kolem 180 kusů pro zoologické zahrady nebo podobně a Národní park Poloniny)
- Španělsko: 160 jedinců ((2022)[16]

- Švédsko: 135 jedinců ((2022)[16]

- Švýcarsko: 49 jedinců ((2022)[16]

- Ukrajina: 433 jedinců ((2022)[16]

- Velká Británie: 51 jedinců ((2022)[16]

## Nároky na prostředí
Původním životním prostředím zubra jsou oblasti listnatých a smíšených lesů mírného pásu, dává přednost porostům s bohatým podrostem a mýtinami. Jejich adaptabilita je však mnohem větší. Mohou žít v otevřených lesostepích i v nepříliš strmých horských terénech. Na Kavkaze vystupují až do nadmořské výšky 2100 metrů nad mořem. Navíc praxe ukazuje, že těmto zvířatům nevadí ani poměrně fragmentovaná krajina. Například v Litvě se zubři běžně vyskytují v kulturní, mozaikovité krajině s lesy, loukami a zemědělsky obdělávanými plochami. Zubry neodrazují ani rozsáhlé smrkové monokultury. V běloruské části Bělověžského pralesa obývají zubři porosty s převahou jehličnanů. Na rozdíl od ostatních zástupců velkých turů se zubr nikdy nekoupe s výjimkou překonávání vodních toků při migraci.

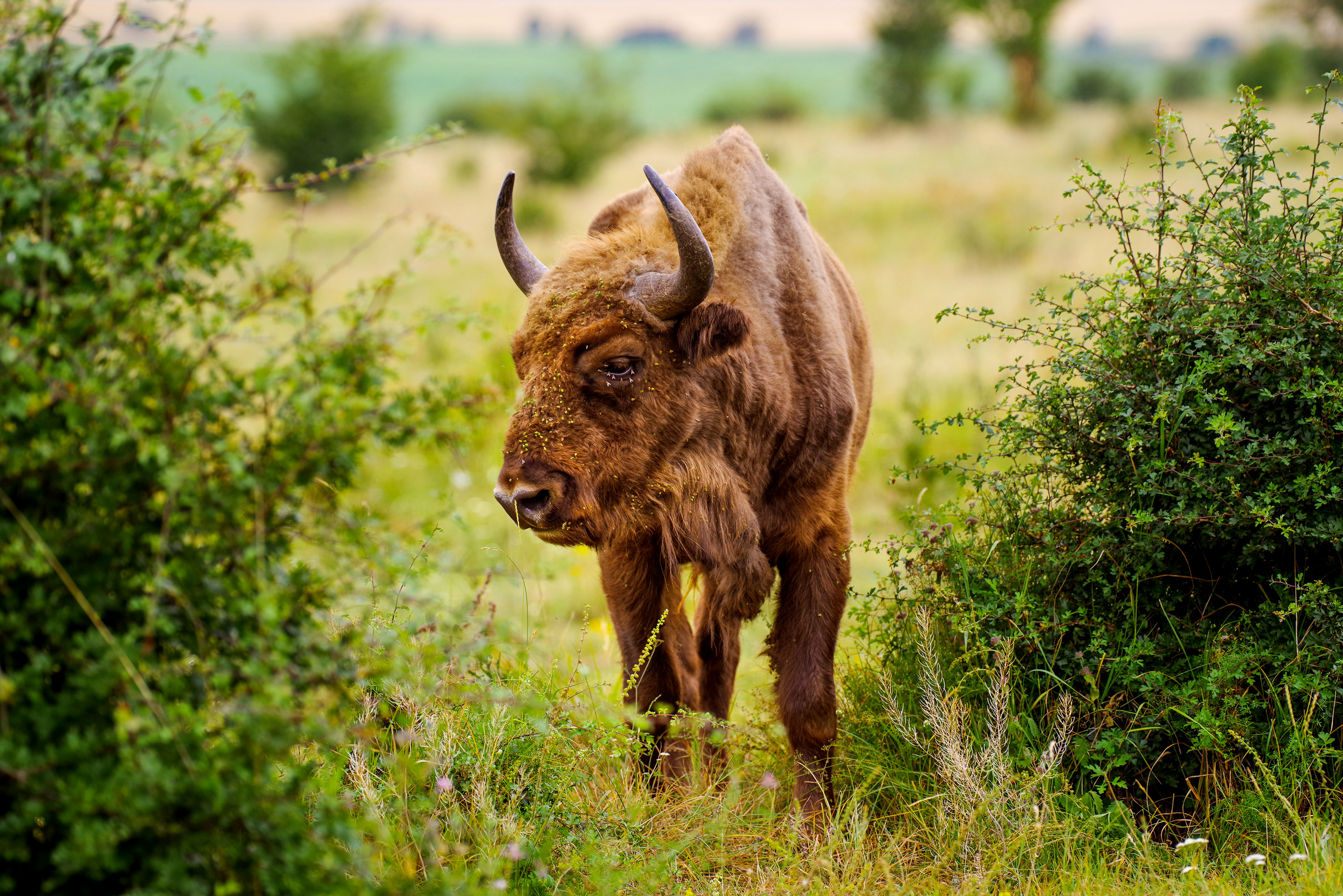
Zubr v Přírodní rezervaci velkých kopytníků v bývalém vojenském prostoru Milovice

## Potrava

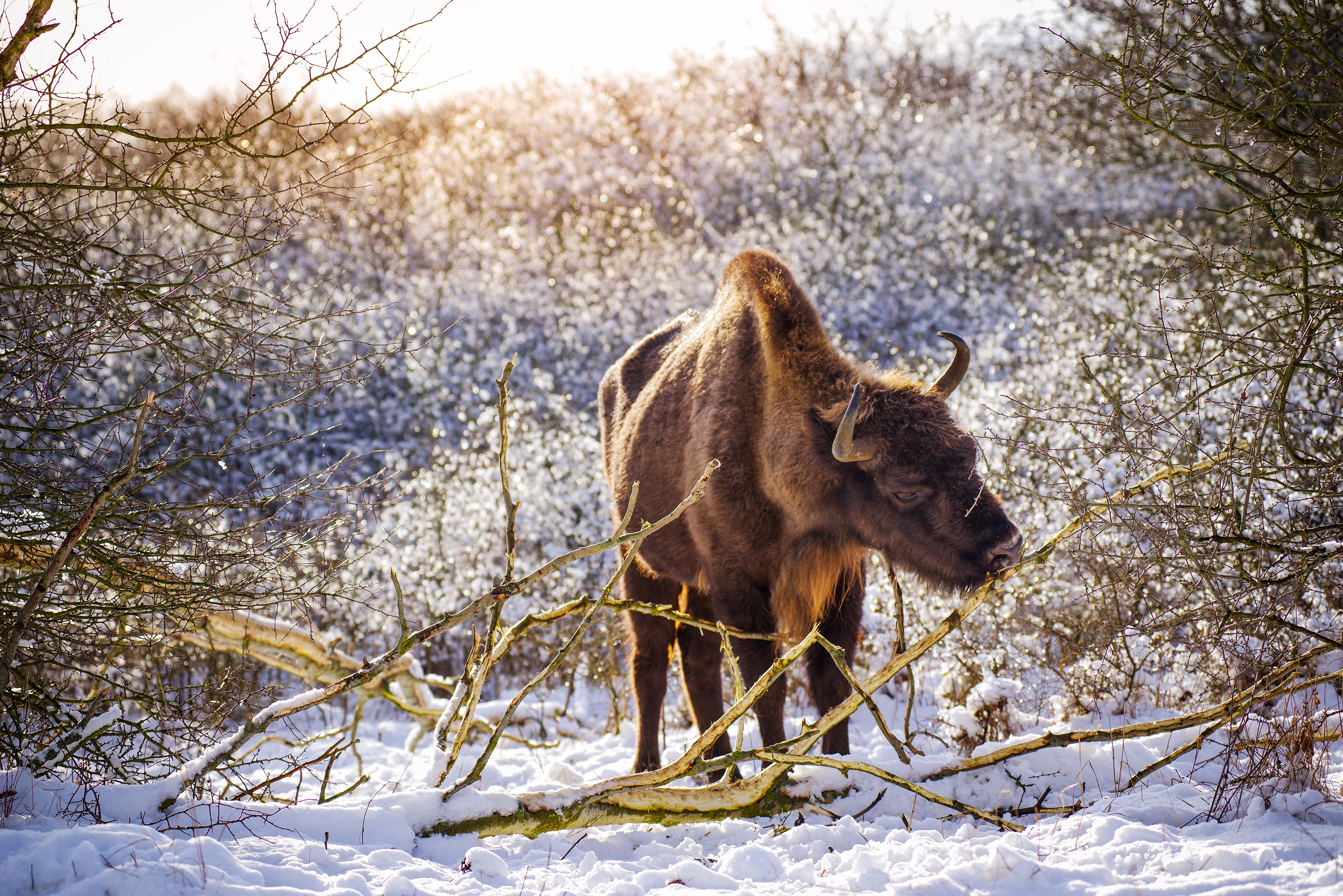
Zubr evropský v zimě okusuje kůru povaleného stromu v rezervaci velkých kopytníků v bývalém vojenském prostoru Milovice.

Základní potravu zubrů tvoří zhruba 50 druhů trav a bylin a 10 druhů stromů. Potrava zubrů se výrazně liší podle prostředí, kde se vyskytuje. V polské části Bělověže obsahuje celkem 131 cévnatých rostlin. Z toho je 27 druhů stromů a keřů, 14 druhů trav a ostřic a 96 druhů dvouděložných bylin. Stromy a keře tvoří v celkové skladbě potravy 33 %, trávy a byliny 67 %. Jejich oblíbenou potravou jsou i žaludy, nejrůznější lesní plody, například ostružiny, a houby. V běloruské části Bělověžského pralesa je potravní nabídka pro zubry pestřejší; obsahuje 331 rostlinných druhů, nejvíce z nich byly zastoupené lipnicovité trávy.

## Rozšíření v Česku
Zubr evropský byl jedním z největších žijících zvířat, která žila na území České republiky. U nás vyhynul přibližně v polovině 18. století. Na jejich přítomnost na území Čech a Moravy dodnes odkazují místopisné názvy, jako obce Zubří, Zubrnice, vodní toky Zubřina, Zubřinka nebo erby některých šlechtických rodů. Zubry chová řada tuzemských zoologických zahrad, první čistokrevní zubři se objevili v 50. letech 20. století v Zoo Praha. Od 90. let 20. století se pak v České republice objevila řada soukromých chovů, z nichž mnohé později zanikly. Od roku 1997 propaguje ochranářská společnost Česká krajina návrat zubrů do volné přírody.

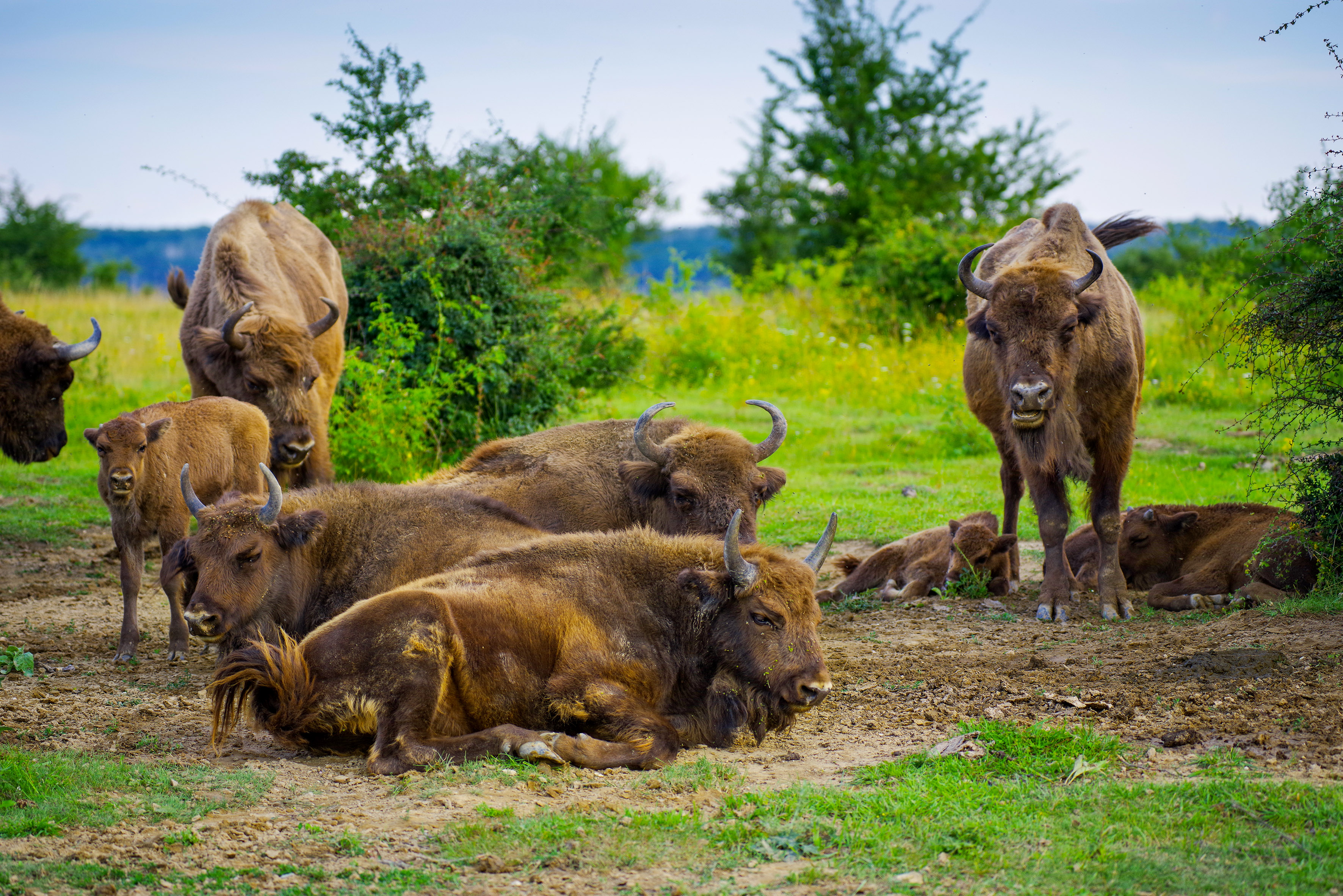
Zubří stádo s telaty v rezervaci velkých kopytníků v bývalém vojenském prostoru Milovice.

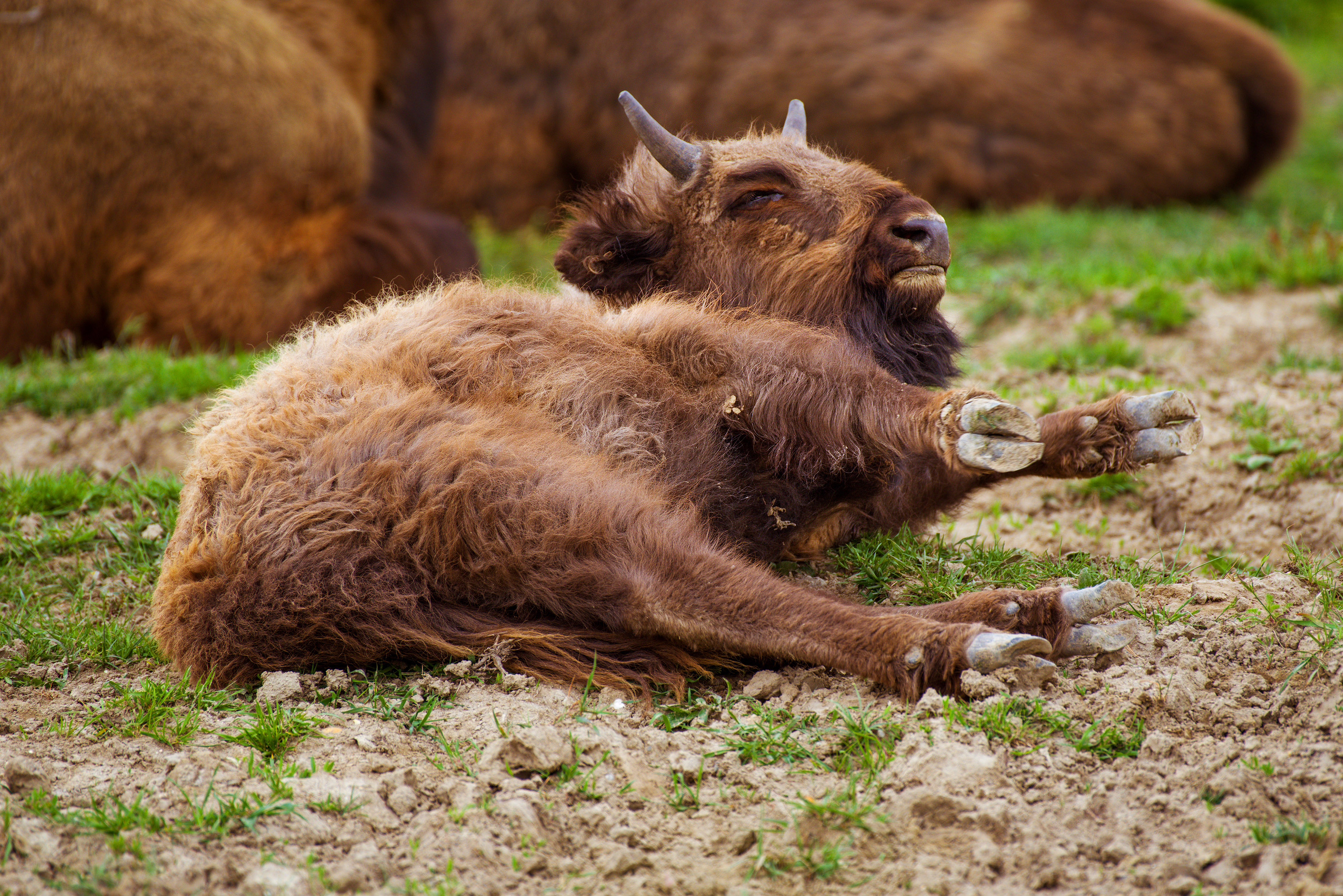
Tele zubra při prachové koupeli v rezervaci velkých kopytníků v bývalém vojenském prostoru Milovice.

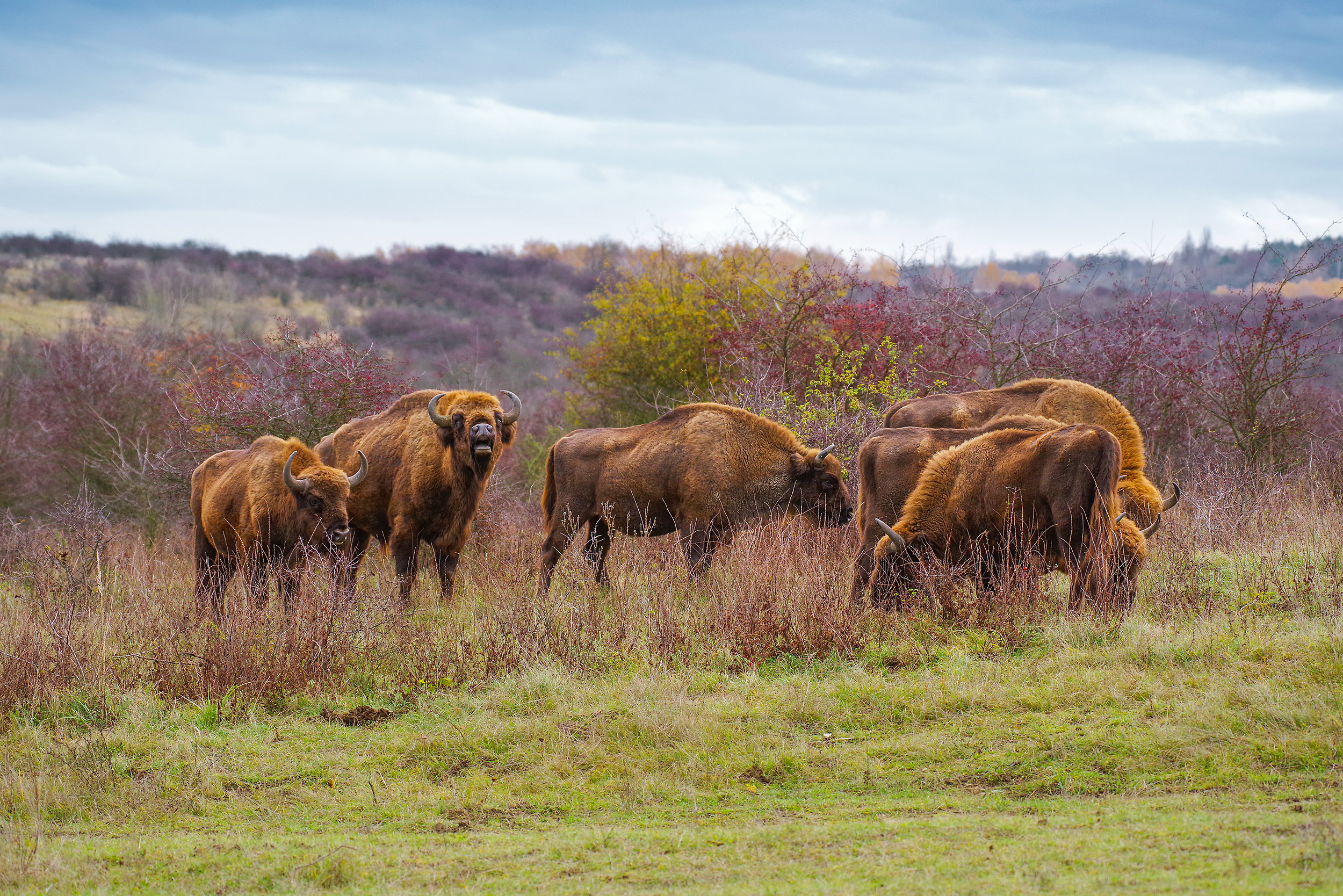
Část zubřího stáda v rezervaci velkých kopytníků v bývalém vojenském prostoru Milovice.

Nejrozsáhlejší oborou, kterou zubři v České republice obývají, je Židlov v Ralsku. Tam byli v únoru roku 2011 přivezeni zubři z Polska a drženi v karanténě, stádo tvořené jedním býkem, čtyřmi kravami a třemi telaty bylo vypuštěno do obory na přelomu března a dubna 2012.
Největším chovem v České republice je rezervace velkých kopytníků Milovice v bývalém vojenském výcvikovém prostoru Milovice. V roce 2015 tam bylo vypuštěno prvních 8 zubrů. V roce 2018 se tam narodila první zubří dvojčata v historii České republiky.  O rok později odtamtud odjel tříletý zubří samec do přírodní rezervace u nizozemského Haarlemu,  v roce 2022 pak tři zubří samice do Francie, rezervace v Azurových horách. 

## Chov v zoo
Zubr evropský je chován v přibližně 170 evropských zoo. V Česku jej chová tři zoo z Unie českých a slovenských zoologických zahrad a dva zooparky:
- Zoo Olomouc
- Zoo Plzeň
- Zoo Praha
- Zoopark Chomutov
- Zoopark Karlštejn

Dále se chová v soukromé Zoo Tábor.
Na Slovensku je chován v Zoo Bratislava a Zoo Košice.

### Chov v Zoo Praha

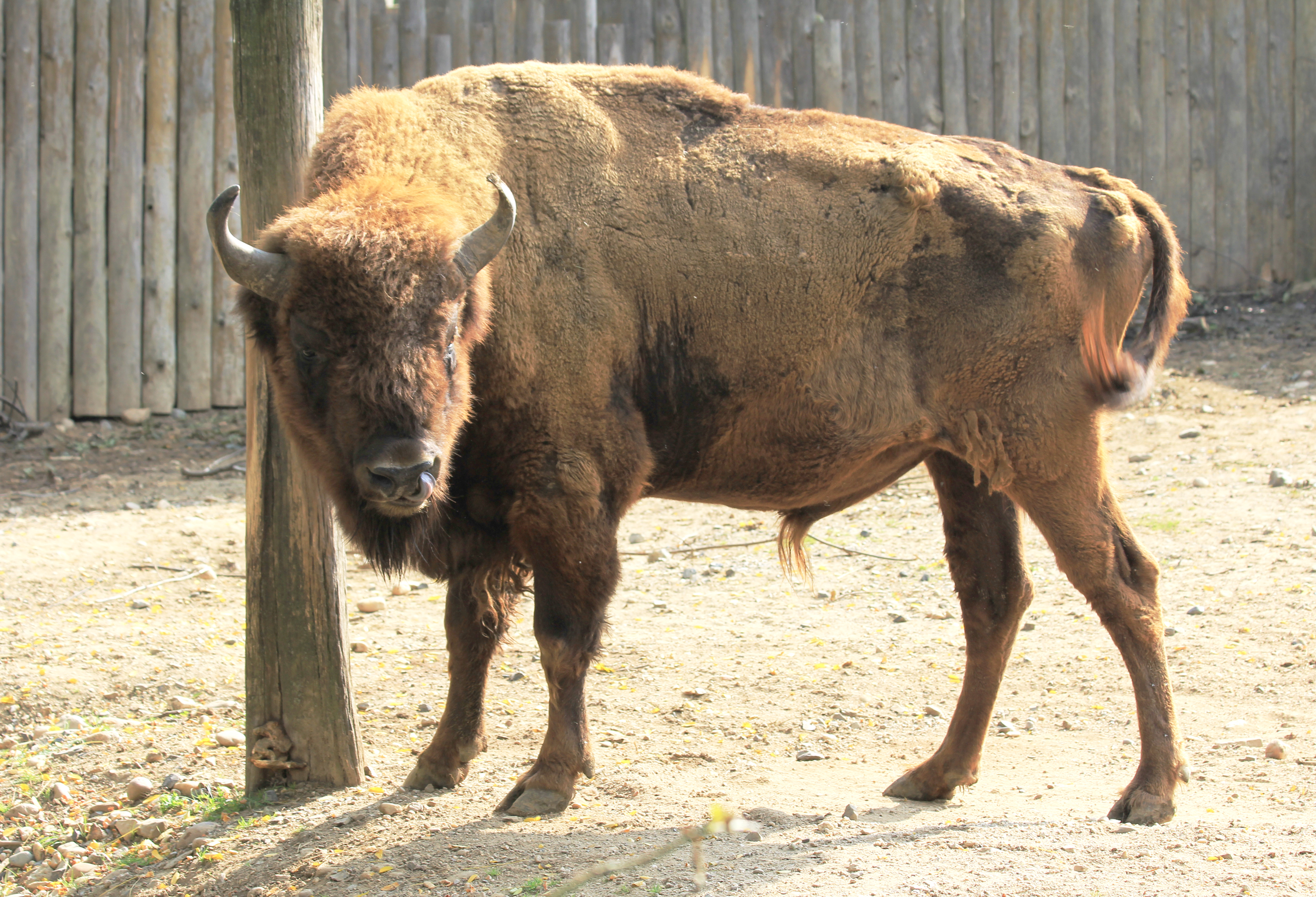
Zubr evropský v Zoo Praha

První zubr byl dovezen do Zoo Praha v roce 1932 z Tatranské Javoriny v Belanských Tatrách. Nešlo ale o čistokrevního zubra, ale zubrobizona. Tedy křížence zubra a bizona.[zdroj⁠?!] V roce 1948 se v Praze objevil samec se Platan (žil v zoo pět let). Souvislý chov do současnosti započal samec Putnik v roce 1954. Odchovy jsou dlouhodobě úspěšné. V Praze již na svět přišlo přes 90 mláďat. Pražská mláďata dostávají jména začínající na Pr. V srpnu 1978 žilo v zoo osm jedinců, z toho čtyři samice narozené již v Zoo Praha (Próza, Pravda, Prérie, Promyka). Příkladem mohou být také jména jako Pristína, Priscilla či Praha.
Samička narozená a pokřtěná při výroční slavnosti v roce 2017 získala od herců Veroniky Freimanové a Václava Kopty jméno Prťka. V pořadí pražských mláďat má pořadové číslo 94. Jejím otcem je samec Tipito, kterého zoo získala v roce 2014 z německého Tierparku Berlin (v té době mu byl rok a půl). Ke konci roku 2017 byly kromě Tipita chovány ještě čtyři samice.
V březnu 2019 došlo za účasti výše zmíněných kmotrů k rozloučení se samicí Prťkou, která je prvním z pražských zubrů zapojených do reintrodukce tohoto druhu na Kavkaz, konkrétně do ázerbájdžánského Národního parku Shahdag. Tam byl v roce 2018 založen reintrodukční areál s cílem návratu zubra do oblasti jeho posledního přirozeného výskytu. Zoo Praha se však také již dříve podílela na návratu zubrů do volné přírody – příkladem mohou být transporty v roce 2011. Od roku 2005 takto zoo poskytla šest zvířat v Národním parku Bieszczady. V září 2019 byla do chovné skupiny dovezena samice ze Zoo Olomouc.
Zkušené matce Boženě se v červnu 2025 narodilo mládě, které během prvních krůčků zapadlo do hlubokého bláta ve výběhu. Videonahrávka úspěšné záchranné akce, při které chovatelé z vnější výběhu pomohli tele vrátit k matce, získala velký mediální ohlas a pro veřejnost byla následně vyhlášena soutěž návrhů jména pro tuto mladou slavnou samičku. Dorazily tři tisíce návrhů, z nichž nakonec chovatelé vybrali jméno Prskavka, které v červenci 2025 slavnostně odhalil kmotr zubří samičky - olympijský vítěz ve vodním slalomu Jiří Prskavec.

### Chov v ZOO Tábor

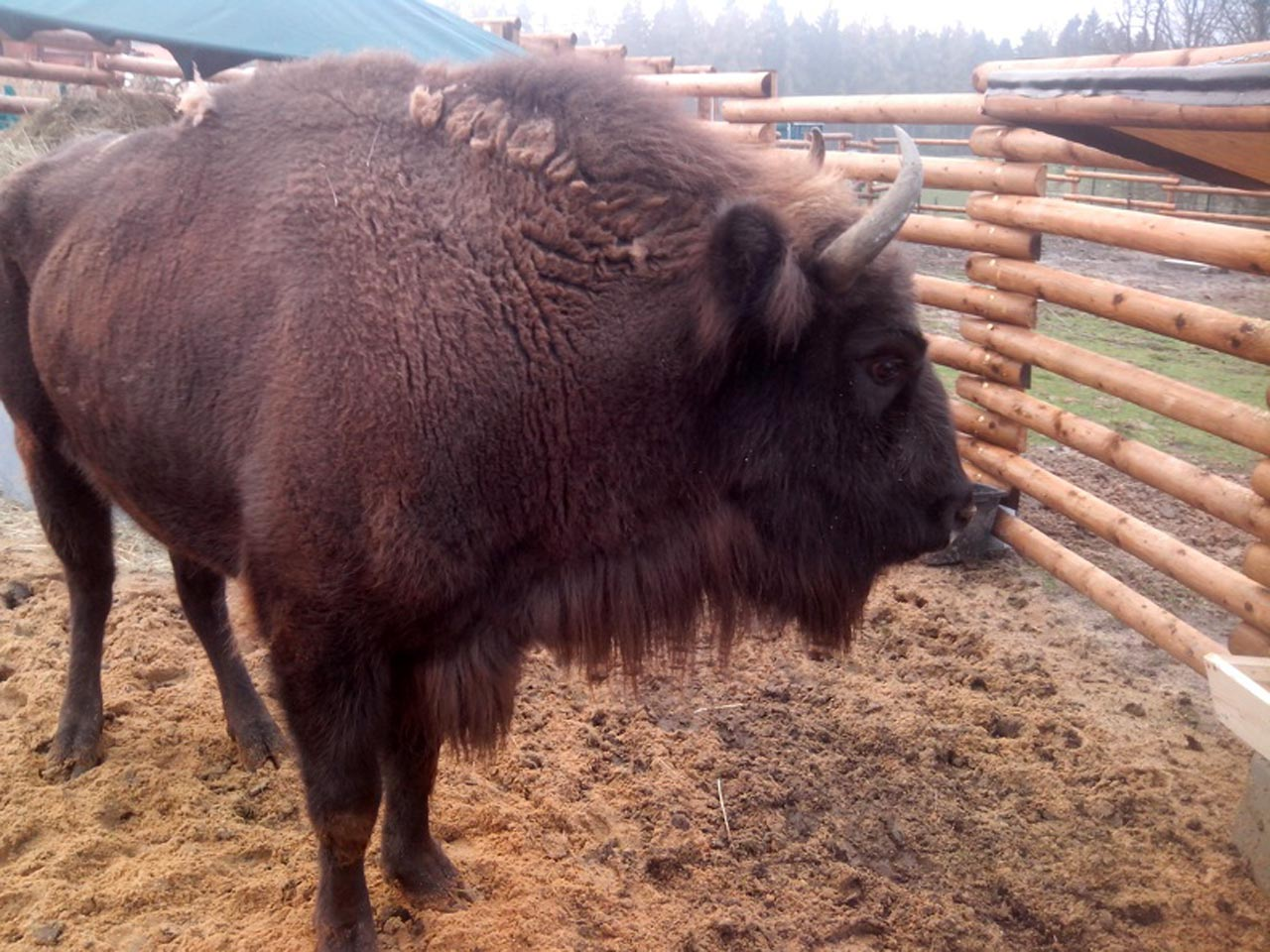
Samice zubra evropského v Zoologické zahradě Tábor

ZOO Tábor založila chovné stádo zubrů evropských nížinné linie v roce 2016. Z ostrova Usedomu, který leží na hranicích mezi Německem a Polskem, byly v květnu roku 2016 převezeny do nového výběhu dvě zubří samice Usjana a Uselina. Další dvě samice Norisa a Norma ze zoologické zahrady v Norimberku je následovaly krátce poté. Po několika měsících (v listopadu 2016) je doplnil také býk Poczekaj ze soukromé farmy v polských Niepolomicích. Listopad roku 2017 přinesl první úspěch a narodil se býk jménem Tábor, který byl v květnu roku 2020 přemístěn do přírodní rezervace u Rokycan v Plzeňském kraji jako zakladatel nového stáda. V červnu roku 2018 se narodila samice Tara, která společně se samici Norisou, byla v dubnu 2021 převezena do rezervace velkých kopytníků u Milovic na Nymbursku.
Další přírůstky na sebe nenechaly dlouho čekat a v květnu 2019 se narodil samec Taran a samice Taura. Samice Taura rozšířila stádo v polské ZOO Poznaň, kam byla převezena v květnu roku 2021. A převoz samce Tarana do francouzské rezervace v Sainte-Eulalie se plánuje v blízké době.
V říjnu a listopadu roku 2020, se narodila další mláďata Tatranka a Tajfun. O rok později, v prosinci 2021, k nim přibyla také samice Tamara a v lednu 2022 samec Tarzan. Na konci června roku 2022 se narodila samice Táňa a zatím posledním přírůstkem je samice Táborka, která se narodila v listopadu 2022. K 1. lednu 2023 se tedy v ZOO Tábor narodilo celkem deset zubrů.
Samice Karla, která patří do nížinně kavkazské linie, se v prosinci roku 2015 z hodonínské zoologické zahrady dostala do ZOO Tábor, jež byla původním domovem Karliných rodičů. V červnu roku 2021 byla Karla převezena do přírodní rezervace Őrségi Nemzeti Park v Maďarsku, kde obohatila tamní stádo. ZOO Tábor tedy celkem vypustila již 4 zubry do evropských rezervací a zoo.

## Význam zubrů pro ekosystém
Zubr byl po dlouhá léta vnímán především jako cíl ochranářských snah. V posledních letech se však tento pohled výrazně mění. Zubři jsou stále více považováni za nezbytnou součást fungujícího evropského ekosystému. Právě vymírání celé řady ohrožených druhů závislých na přirozených loukách a pastvinách, jakou jsou například motýli, je moderní vědou stále častěji vysvětlováno jako důsledek absence zubrů, ale i dalších druhů velkých kopytníků, jako jsou divocí koně a pratuři, v evropské přírodě. Proto jsou zubři stále častěji považováni za nezbytný prostředek k ochraně mnoha ohrožených druhů rostlin i živočichů.